# NK Vinogradar
Nogometni Klub Vinogradar is een Kroatische voetbalclub uit Jastrebarsko. De club werd vijf keer kampioen op het derde niveau, waarvan viermaal achter elkaar. Dit was tussen 2017 en 2020. Echter kreeg de club in die jaren geen licentie voor promotie naar het tweede niveau.

## Erelijst
| Nationaal           |    |                                             |
| Kampioen Derde liga | 5x | 2006/07, 2016/17, 2017/18, 2018/19, 2019/20 |